# 達城賓氏
達城賓氏（タルソンビンし、朝鮮語: 달성빈씨）は、朝鮮の氏族の一つ。本貫は大邱広域市寿城区である。2015年の調査では、1,660人である（同系列の大邱賓氏は2,524人、寿城賓氏は24人）。

## 起源
『朝鮮氏族統譜』によると、賓氏は、中国周の景王の時の大夫だった賓骨周の子孫である賓牟賈に起源がある。賓牟賈は、魯で孔子の侍中を務めた。

## 歴史
『賓氏世譜』によると、始祖は、中国宋で制科に及第して翰林学士だった賓宇光である。賓宇光は、宋が滅亡する時に秘閣に収蔵された貴重な書籍1万7千冊を持って高麗に帰化、高麗の学術的発展に大きく貢献し、忠粛王は賓宇光を寿城君に封じた。
賓宇光は版図判書李実の娘真宝李氏と結婚して息子賓珪昌を生んだ。その後の子孫が繁栄して密陽、寿城、達城、大邱、南原、陸昌、安州、靈光、慶州、義城などに広がって本貫とした。

## 本貫
寿城は、大邱広域市寿城区にあたる。本来は喟火郡であったが、757年に寿昌郡、940年に寿城郡に改称した。 1394年に大邱兼官となったが、1414年に大邱に合属され、1419年に水城県司により、大邱任內に属するとされた。
『世宗実録地理志』に大邱府寿城の姓に賓・羅・曺・嵇が記録されている。寿城のほか、全羅道羅州市、霊光郡六昌の姓に賓氏があった。
1914年に達城郡寿城面に編制されたが、1938年に大邱府に編入された。1980年に寿城区が新設された。

## 人口
達城賓氏の系統は、2015年の大韓民国統計庁の人口住宅総調査で5,593人であった。このうち大邱賓氏2524人、達城賓氏1,660人、寿城賓氏24人である。
その他の本貫には密陽749人、慶州262人、南原141人、義城90人、報恩25人、晋州12人、光陽11人、水原11人、海平10人、中国の10人、日本9人、火山6人、海州5人、済州5人、その他39名である。